# Корелия Хиспула
Корелия Хиспула (на латински: Corellia Hispulla) е знатна римлянка.
Произлиза от фамилията Корелии от Сепин в Самний. Дъщеря е на Квинт Корелий Руф (вероятно консул 78 г.).
Омъжва се за Луций Нераций Марцел от Сепин, син на юриста Луций Нераций Приск (суфектконсул 87 г.). Съпругът ѝ е суфектконсул през 95 г., от 101 до 103 г. управител на Британия, 129 г. консул и през 111/112 г. проконсул на Африка. Вероятно е майка на Луций Корелий Нераций Панза (консул 122 г.).